# Antalas
Antalas (grec ancien : Ἀντάλας, libyque : ⴰⵏⵜⴰⵍⴰⵙ) est un chef berbère du VIe siècle. Il joue un rôle majeur dans les guerres entre les Byzantins et les tribus berbères révoltées de Byzacène et Tripolitaine lors de la première moitié du VIe siècle.
Antalas est le fils de Guenfan, le chef de la tribu des Frexes aussi nommé roi des Frexes,. Il lui succède vers 517 et combat d'abord les Vandales en Byzacène puis, après la guerre des Vandales, devient un allié des Byzantins. En 543-544, il change de camp. Après plusieurs succès face aux forces byzantines, Antalas et sa tribu deviennent à nouveau des sujets de l'Empire byzantin en 548. Les sources principales sur sa vie sont le poème épique La Johannide de Corippe et l'Histoire de la guerre contre les Vandales de Procope de Césarée.
Le nom d'Antalas rappelle celui de "Intalla" Ag Attaher, Amenokal touareg des Iforas, succédé en 2014 par son fils Mohamed Ag Intalla. La tribu des Iforas évoque les Ifuraces, originaires de la Grande Syrte sous le commandement de Carcasan, subordonné d'Antalas et tué à la bataille des Champs de Caton. Après cette défaite, Corippe et Procope indiquent que les tribus furent repoussées loin d'Afrique, sauf les Frexes d'Antalas, qui déposèrent les armes. Les Fraichiches sont considérés comme leurs descendants historiques.
Les Ifoghas poursuivirent le commerce dans la région du Nefzaoua (Chott el Jerid), notamment à Douz en 1896, année de la parution de La 6ᵉ brigade de Tunisie du général Philippe Philebert. Il y décrit la bravoure des Fraichiches des goums du caïd des Fraichiches et Madjers Ali Srir el Ferchichi et de son neveu Mohamed ben Salah, assurant l'ordre de Gilma jusqu'au sud tunisien et notamment le chott el djérid, vers Gabès (anciennement "Petite Syrte"). Cette région, familière aux Iforas Touaregs, est celle où les Ifuraces et les Frexes vainquirent Jean Troglita, établissant une conjoncture historique qui dépasse la simple coïncidence. La pratique du sud par les cavaliers Fraichiches et la présence continue des Iforas dans une région autrefois fréquentée par les Ifuraces et les Frexes renforcent cette analogie et également leurs habitudes et réputations inchangés,,,,.

## Biographie
Antalas naît vers 499, en Byzacène (actuelle Tunisie centrale). Il est le fils de Guenfan, le chef (Agellid ou Amenukal ou Amghar étaient utilisaient par les chefs berberes de l'époque) des Frexes, une tribu berbère localisée entre Thélepte (actuelle Medinet el-Kedima) et Theveste (actuelle Tébessa),. Sa carrière commence à ses 17 ans, soit vers 516, lorsqu'il vole des troupeaux de moutons en Byzacène, sous le règne du roi vandale Thrasamund. Il rassemble bientôt des partisans autour de lui, et devient un brigand, se lançant dans des pillages de plus grande ampleur. Il en vient dès lors à combattre les Vandales, en leur tendant des pièges dans les vallées et les montagnes, et il remporte des succès. Vers 517, il succède à son père à la tête des Frexes. En 529, il commence à incendier les villes et à piller les plaines, et livre des batailles ouvertes. La même année, il devient le chef des Berbères de Byzacène et remporte une victoire décisive contre le général vandale Hildimer, sous le règne du roi Hildéric.
Après la guerre et la conquête du royaume vandale en 533-534 par l'Empire byzantin, Antalas devient un allié de celui-ci, recevant de l'argent et diverses fournitures en échange notamment un tribut en guise de paix et d'amitié par l'intermédiaire du versement d'une bourse appelé Annona en échange de prestations militaires des Frexes tribus connu sous le nom de Fortis gens (Nation forte) et apprécié des Romains par la qualité militaire de leur peuple d'après le Romain Corippe,. Toutefois, en 543, Antalas entre en mésintelligence avec Solomon, le magister militum d'Afrique. Il accuse le général byzantin de lui avoir arbitrairement retranché la solde en vivres qui lui était assignée par l'empereur byzantin Justinien, et lui imputait aussi l'exécution de son frère, Guarizila, accusé de fomenter des troubles en Byzacène. Cette dernière action entraîne le changement de camp d'Antalas qui veut venger son frère, et, quand les Laguatans se révoltent en Tripolitaine à l'hiver 543-544, lui et ses partisans les rejoignent. Ces tribus unifiées infligent une lourde défaite aux Byzantins lors de la bataille de Cillium, où Solomon en personne périt.
La mort du gouverneur compétent qu'était Solomon débouche sur son remplacement par son neveu Serge, dont le traitement arrogant qu'il a infligé aux Laguatans, a favorisé le déclenchement de leur révolte. D'après Procope de Césarée, presque tous les Berbères sont à ce moment sous le contrôle d'Antalas. Dans le même temps, Stotzas, un soldat déserteur byzantin qui avait conduit une rébellion infructueuse quelques années plus tôt, s'est joint à l'appel d'Antalas depuis son refuge en Maurétanie et passe sous son commandement. Ensemble, ne rencontrant aucune résistance, ils pillent et ravagent la région impunément. Antalas écrit alors à Justinien, pour lui demander de congédier Serge afin que l'hostilité cesse, mais sans résultats. Au début de l'année 545, l'empereur envoie le patrice Aréobindus pour qu'il dirige les opérations avec Serge. Toutefois, ces deux hommes ne possèdent pas de compétences militaires et passent leur temps à se disputer,. Tandis que Serge reste passif à Carthage, Antalas, accompagné de Stotzas, dirige ses troupes vers le nord et parvient à piéger Himérius qui livre Hadrumète pour sauver sa vie. Finalement, à la fin de l'année 545, Aréobindus ordonne à Jean, alors rétif, de progresser et de s'opposer à l'armée conjointe d'Antalas et de Stotzas, positionnée à Thacia (actuelle Bordj Messaoudi, en Tunisie). Les troupes de Jean subissent une déroute à la bataille de Thacia, symbolisée par la mort de Jean qui, toutefois, parvient à blesser mortellement Stotzas en duel,.
Après la défaite à Thacia, Serge est démis de ses fonctions et Aréobindus le remplace. À cet instant, l'ambitieux dux de Numidie, Guntharic, contacte les différents chefs berbères, avec pour objectif de renverser Aréobindus. Antalas se voit promettre la direction de la Byzacène, la moitié du trésor d'Aréobindus et 1 500 soldats byzantins. Dans le but d'accroître la pression sur les Byzantins, Antalas, Cusina et les partisans de Stotzas se dirigent vers Carthage. Au même moment, Aréobindus contacte en secret Cusina, qui promet de tuer Antalas une fois la bataille déclenchée. Toutefois, ce plan est révélé à Antalas par Guntharic. Lors de ces événements, en raison de la pusillanimité d'Aréobindus, une bataille est évitée et, en mars, Guntharic s'empare de Carthage et assassine Aréobindus,.
Guntharic est désormais le maître de Carthage. Il envoie la tête d'Aréobindus à Antalas mais garde l'argent et les soldats promis. De ce fait, ce dernier retire ses hommes vers la Byzacène. Là, dans le but de se réconcilier avec l'empereur, il contacte le dux de Byzacène, Marcentius, qui a fui sur une île, lui proposant un effort commun contre Guntharic. Ce dernier envoie une armée dirigée par un chef berbère Cusina qui a carrément donné sa mère et les femmes de sa famille en otages à Guntharic pour lui montrer sa fidélité et sa haine vis-à-vis de son rival Antalas voulant trouver un moyen de lui nuire voire de l'assassiner et le général arménien byzantin Artabanès contre Antalas, qui parvient à le défaire. Cependant, Corippe évoque une alliance entre Antalas et Artabanes pour renverser Guntharic, qui ne tomba que grâce à la valeur des Maures rebelles sous le commandement d'Antalas. Selon les propos d'Antalas lui-même, rapportés par Corippe dans son œuvre La Johannide, celui-ci évoque notamment une énième trahison romaine à son égard. Ces trahisons incluent, entre autres, le traitement réservé par Salomon à son frère Guarizil, la coupure de l'annone aux Frexes, ainsi que les mensonges de Guntharic et d'Artabanes.
Toutefois, Guntharic lui-même est tué peu après par une conspiration dirigée par Artabanès en mai 546, Carthage et l'armée revenant sous le giron impérial. Justinien envoie alors un soldat expérimenté, Jean Troglita, pour rétablir l'ordre dans les provinces d'Afrique. Rassemblant ses forces, Troglita quitte Carthage vers la Byzacène. Antalas envoie une ambassade au général byzantin qui la rejette et emprisonne les émissaires. Peu après, il envoie son propre ambassadeur, qui place Antalas devant le choix d'une bataille ou d'une soumission immédiate. Antalas refuse cette dernière option et les deux armées s'affrontent à l'automne 546. La bataille débouche sur une écrasante victoire des Byzantins et de lourdes pertes chez les Berbères. Les insignes impériaux perdus à Cillium sont recouvrés,. Les sources ne précisent pas le refuge d'Antalas après cette défaite.
Toutefois, au cours de l'été, les Berbères de Libye sous le commandement de Carcasan reviennent avec beaucoup plus de courage à la suite de rites religieux mentionnés par Corippe comme étant la visite chez les oracles et avec des contingents nasamons et garamantes en renforts qui forment une armée considérable dans le but de porter assistance à leur chef Antalas qui aurait aussi peut-être participé à la bataille le rejoignant sur la route ils infligent une lourde défaite à Troglita lors de la bataille de Marta. Après cette victoire, les rebelles berbères lancent des raids jusqu'aux environs directs de Carthage,,. Presque immédiatement, Antalas remotivé reforme une armée et se joint aux Berbères de Libye qui envahissent la Byzacène et poussent jusqu'à re-bloquer Carthage une troisième fois après avoir pillé une énième fois tous les territoires byzantins de Tunisie centrale et nord actuelle dans un but encore une fois de vengeance. Antalas contraste dans ses positions avec Carcasan car il propose une tactique de la terre brûlée plus prudente alors que Troglita s'avance contre eux. Néanmoins, les deux adversaires se rencontrent plus tard durant l'été à Latara, dans les champs de Caton. Les chefs rebelles décident d'affronter Jean et sa troupe. Après un combat difficile, où les chefs pro-byzantins Cusina, Putzintulus et Geisirith sont mis en déroute, la mort du chef Carcasan entraîne la dislocation de la coalition rebelle. La révolte est abattue tandis qu'Antalas et les chefs survivants se soumettent à Troglita. Ce qu'il advient à Antalas par la suite nous est inconnu,, mais il retrouve une situation comparable à celle qui avait prévalu au cours de la période antérieure à ces événements. Les principaux responsables de la défaite berbère seraient des Berbères "pacifiés", eux-mêmes alliés aux Byzantins, ces mêmes Byzantins qui furent démunis après leur défaite écrasante à la bataille de Marta où Jean Troglita fut mis en déroute. Ce dernier se réfugia à Laribus (Henchir Lorbeus de nos jours près du Kef) qui aurait fait appel aux Berbères pour arrêter les rebelles, car, « les Maures ennemis furent vaincus par les Maures pacifiés ». Il est ainsi mentionné Cusina, Ifisdaïas, Iaudas, Orthaïas (lequel a contribué à la défaite de Iaudas en 540), Bezina et bien d'autres chefs berbères issus principalement de Numidie et Maurétanie, alliés ou soumis par les Byzantins notamment Iaudas, qui sera « pacifié » à la suite de ses deux défaites de 540 et 546. Il fut aussi un allié d'Antalas bien que, à la dernière bataille mentionnée, celle de Latara ou des Champs de Caton, il sera dit contre Antalas et sa coalition rebelle.